# كارمن بوساداس
كارمن بوساداس ماني (بالإسبانية: Carmen Posadas) (مونتيفيديو، أوروغواي، 13 أغسطس، 1953) كاتبة من أوروغواي، وتقيم في إسبانيا.

## السيرة الذاتية
كان أبوها رجلًا دبلوماسيًّا وهي كانت الأخت الأكبر لأربعة إخوان وثلاث طفلات وطفل. كانت تقيم في أوروغواس حتى بلغت 12 عاما ثم انتقلت لعدة دول بسبب عمل ابيها فانتقلت إلى الأرجنتين وإسبانيا وانجلترا. وفي روسيا بدأت كارمن دراستها الجامعية في جامعة اكسفورد. ولكن في أول سنة لها تركتها للزواج من رافائيل دي كويتو. ومن تلك الزواج انجبت طفلتان سوفيا في عام 1975 وجمينا في عام 1978، ولكنها انفصلت عن رافائيل وتزوجت للمرة الثانية من مارينو روبيو. اكتسبت جنسية مزدوجة اوروغواية وإسبانية في عام 1985. وفي عام 1988 قدمت برنامج تلفزيوني إسباني «بين الخطوط».
بدأت مسيرتها الأدبية ككاتبة لكتب الأطفال والشباب في عام 1980 حتى عام 1987، فاز كتابها «السيد الرياح الشمالية» بجائزة الأدب الوطنية لأفضل كتاب عام 1984. وأول تعاون لها مع «لوثريثيا» يعتبر أول عمل لها بعيدا عن كتب الأطفال. وأيضا كتبت أعمال للسينما والتلفاز ومقالات ساخرة مثل «المترفون، خيتست، هذه الخطوة وغيرها من الانواع» وبعد فترة كبيرة نشرت «القبة دون ريبيكا: دليل إلى الأذهان، مروحة تاسماس».
في عام 1991 نشرت مقال «الذي شهد والذي يراك»، وفي عام 1995 نشرت رواية «خمسة ذبابات زرقاء» وفي عام 1997 كتبت مجموعة قصص «لا شئ يكون كما يبدو» والعام الذي يليه حصلت على جائزة «كوكب» لرواية «الخسة الصغيرة». ولكن موت ابيها وزوجها عام 1999 سبب لها صدمة نفسية كبيرة.
في عام 2001 نشرت «الرابية الجميلة» التي أصبحت عمل سينمائي. وفي عام 2002 قالت مجلة «نيوز ويك» عن كرمن بوساداس انها من ابرز كتاب أمريكا اللاتينية في مجالها. وفي نفس الوقت نشرت مجموعة مقالات مثل "la hernia de viriato hipocondriacos".
و في عام 2003 نشرت «العبد الصالح» وفي 2004 نشرت «تظللة ليليث» وهو عمل مشترك مع سوبيني كورجيان وقد تم ترجمة كتبهم إلى 23 لغة.
يوجد كتاب لسيرة حياة كارمن بوساداس وهي قصة تعتمد على جمع جميع سنوات حياتها منذ ميلادها حتى الوقت الحالي. تم كتابتها بواسطة الصحفي موسيس رويذ وهو أستاذ بجامعة أوروبا في مدريد وهي نفس الجامعة التي كارمن بوساداس أحد أعضاء المجلس الاستشاري بها. وهي المرة الأولى التي تتحول فيها كاتبة لتصبح بطلة لصفحاتها الخاصة بكتاب. في عمل يدرك تفاصيل عن حياتها غير معروفة حتى الآن وهو نشر في فبراير 2007 بواسطة الناشر "adhara".

## أعمالها
- سلة بين القصب. قصة للأطفال 1980.
- الصياد وراعي الكنيسة. قصة للأطفال1980.
- صاحب المعطف متعدد الألوان. قصة للأطفال 1980.
- إلى أرض مجهولة. قصة للأطفال 1980.
- الطفل من بيت لحم. قصة أطفال 1980.
- القس الذي أصبح الملك. قصة للاطفال 1980.
- السيد ريح الشمال. قصة للأطفال 1980(الفائزة بجائزة الوطنية للأدب لأفضل كتاب نشر1984).
- الحديقة من الورق. كتاب مدرسي 1984.
- المشهد الغير محتمل 1986. مجلة بالتعاون مع لوكريسيا كينج هيدينجر.
- كيوي. قصة للأطفال 1986.
- أخي سلفادور والأكاذيب الأخرى. قصص 1990.
- الاباء والامهات وأولياء الامور 1993. مقال.
- ماري سيليست عام 1994. قصة للأطفال.
- خمسة ذبابات زرقاء 1996. رواية.
- لقاء مع كوستو في القطب الجنوبي 1999. قصة.
- السم يدعى حبا عام 1999. مقال.
- أوتيرو الجميلة عام 2001. رواية.
- خلال ثقب المفتاح عام 2001. مقال.
- العبد الصالح عام 2003. رواية.
- في ظل ليليث عام 2004. مقال بالتعاون مع صوفي كورخيون.
- الابتدائية، يا فرويد العزيز 2005.
- لعب الأطفال عام 2006. رواية.
- الادب والزنا وبطاقة الفيزا البلاتينية عام 2007.
- اليوم الكافيار وفي الصباح السردين عام 2008. رواية بالتعاون مع شقيقها جرفاسيو بوساداس.
- الشريط الاحمر عام 2008. رواية.
- دعوة إلى القتل عام 2010.
- الشاهد المخفي عام 2013.

## الجوائز
- جائزة وزارة الثقافة لافضل كتاب أطفال في عام 1984.
- جائزة بلانيتا في عام 1998.
- جائزة سوفي لأدب فن الطهي في عام 2007.
- جائزة كاميلو خوسية ثيلا للصحافة في عام 2011.
- جائزة ثقافة مجتمع مدريد 2008.
- جائزة قرطاجنة للرواية التاريخية في عام 2014.
- جائزة جلوكا 2014.
- كارمن بوساداس هي مستشار في الجامعة الأوروبية في مدريد.
- أستاذ فخرية من جامعة بيرو في عام 2010.

## روابط خارجية
- كارمن بوساداس على موقع IMDb (الإنجليزية)
- كارمن بوساداس على موقع كينوبويسك (الروسية)